# Estádio Ilha do Retiro
Estádio Ilha do Retiro (oficjalna nazwa Estádio Adelmar da Costa Carvalho) – stadion piłkarski w Recife, Pernambuco, Brazylia, na którym swoje mecze rozgrywa klub Sport Club do Recife.
Stadion znajduje się w dzielnicy Ilha do Retiro.

## Historia
1935 – początek budowy
1937 – inauguracja; strzelcem pierwszej bramki był Aroldo Praça zawodnik Sport
2 lipca 1950 – stadion gospodarzem Mistrzostw świata, odbywa się na nim mecz pomiędzy Chile a USA
1998 – rekord frekwencji